# Satellite Awards 2022
Bei der 27. Verleihung der Satellite Awards, die die International Press Academy (IPA) jedes Jahr in verschiedenen Film-, Fernseh- und Medienkategorien vergibt, wurden Filme und Serien des Jahres 2022 geehrt.
Die Nominierungen wurden am 8. Dezember 2022 bekanntgegeben. Die Awards wurden am 3. März 2023 im The Beverly Hills Hotel vergeben.

## Sonderauszeichnungen
- Auteur Award (für eine einzigartige Kontrolle über die Filmproduktionselemente) – Martin McDonagh
- Humanitarian Award (für wohltätige Leistungen in der Filmbranche) – Joe Mantegna
- Mary Pickford Award (für herausragende Beiträge zur Unterhaltungsbranche) – Diane Warren
- Nikola Tesla Award (für innovative Leistungen in der Filmproduktion) – Ryan Tudhope
- Breakthrough Performance Award – Bhavin Rabari in Das Licht, aus dem die Träume sind (Last Film Show)
- Stunt Performance Award – Casey O’Neill in Top Gun: Maverick
- Honorary Satellite Award – RRR

## Gewinner und Nominierte im Bereich Film
| Film                              | N  | A |
| --------------------------------- | -- | - |
| Top Gun: Maverick                 | 10 | 5 |
| Babylon – Rausch der Ekstase      | 9  | 3 |
| Elvis                             | 9  | 1 |
| Die Fabelmans                     | 9  | 0 |
| The Banshees of Inisherin         | 8  | 1 |
| Everything Everywhere All at Once | 6  | 4 |
| Avatar: The Way of Water          | 6  | 2 |
| Die Aussprache                    | 6  | 2 |
| RRR                               | 5  | 1 |
| The Woman King                    | 5  | 0 |
| Black Panther: Wakanda Forever    | 4  | 0 |
| Glass Onion: A Knives Out Mystery | 4  | 0 |
| Living – Einmal wirklich leben    | 4  | 0 |
| Tár                               | 4  | 0 |
| Triangle of Sadness               | 3  | 0 |

### Bester Film – Drama
Top Gun: Maverick
- Avatar: The Way of Water
- Black Panther: Wakanda Forever
- Die Fabelmans (The Fabelmans)
- Living – Einmal wirklich leben (Living)
- Tár
- Till – Kampf um die Wahrheit (Till)
- Die Aussprache (Woman Talking)

### Bester Film – Komödie oder Musical
Everything Everywhere All at Once
- The Banshees of Inisherin
- Elvis
- Glass Onion: A Knives Out Mystery
- RRR
- Triangle of Sadness

### Bester Hauptdarsteller – Drama
Brendan Fraser – The Whale
- Tom Cruise – Top Gun: Maverick
- Hugh Jackman – The Son
- Gabriel LaBelle – Die Fabelmans
- Bill Nighy – Living – Einmal wirklich leben
- Mark Wahlberg – Father Stu

### Beste Hauptdarstellerin – Drama
Danielle Deadwyler – Till – Kampf um die Wahrheit
- Cate Blanchett – Tár
- Jessica Chastain – The Good Nurse
- Viola Davis – The Woman King
- Vicky Krieps – Corsage
- Michelle Williams – Die Fabelmans

### Bester Hauptdarsteller – Komödie oder Musical
Austin Butler – Elvis
- Diego Calva – Babylon – Rausch der Ekstase
- Daniel Craig – Glass Onion: A Knives Out Mystery
- Colin Farrell – The Banshees of Inisherin
- Ralph Fiennes – The Menu
- Adam Sandler – Hustle

### Beste Hauptdarstellerin – Komödie oder Musical
Michelle Yeoh – Everything Everywhere All at Once
- Janelle Monáe – Glass Onion: A Knives Out Mystery
- Margot Robbie – Babylon – Rausch der Ekstase
- Emma Thompson – Meine Stunden mit Leo

### Bester Nebendarsteller
Ke Huy Quan – Everything Everywhere All at Once
- Paul Dano – Die Fabelmans
- Brendan Gleeson – The Banshees of Inisherin
- Eddie Redmayne – The Good Nurse
- Jeremy Strong – Zeiten des Umbruchs
- Ben Whishaw – Die Aussprache

### Beste Nebendarstellerin
Claire Foy – Die Aussprache
- Angela Bassett – Black Panther: Wakanda Forever
- Kerry Condon – The Banshees of Inisherin
- Jamie Lee Curtis – Everything Everywhere All at Once
- Dolly de Leon – Triangle of Sadness
- Jean Smart – Babylon – Rausch der Ekstase

### Bester fremdsprachiger Film
Argentinien, 1985 – Nie wieder (Argentina, 1985) (Argentinien)
- Bardo, die erfundene Chronik einer Handvoll Wahrheiten (Bardo, falsa crónica de unas cuantas verdades) (Mexiko)
- Close (Belgien)
- Corsage (Österreich)
- Die Frau im Nebel (헤어질 결심) (Südkorea)
- Holy Spider (Dänemark)
- The Quiet Girl (Irland)
- War Sailor (Krigsseileren) (Norwegen)

### Bester Film – Animation oder Mixed Media
Marcel the Shell with Shoes On
- Die Gangster Gang (The Bads Guys)
- Guillermo del Toros Pinocchio
- Inu-Oh
- Rot (Turning Red)

### Bester Dokumentarfilm
Fire of Love
- All That Breathes
- All the Beauty and the Bloodshed
- Descendant
- Good Night Oppy
- Moonage Daydream
- The Return of Tanya Tucker: Featuring Brandi Carlile
- The Territory
- Young Plato

### Bester Regisseur
James Cameron – Avatar: The Way of Water
- Joseph Kosinski – Top Gun: Maverick
- Baz Luhrmann – Elvis
- Martin McDonagh – The Banshees of Inisherin
- Sarah Polley – Die Aussprache (Women Talking)
- Steven Spielberg – Die Fabelmans (The Fabelmans)

### Bestes Originaldrehbuch
The Banshees of Inisherin – Martin McDonagh
- Close – Lukas Dhont und Angelo Tijssens
- Everything Everywhere All at Once – Daniel Kwan und Daniel Scheinert
- Die Fabelmans (The Fabelmans) – Steven Spielberg und Tony Kushner
- Tár – Todd Field
- Triangle of Sadness – Ruben Östlund

### Bestes adaptiertes Drehbuch
Die Aussprache (Women Talking) – Sarah Polley
- Glass Onion: A Knives Out Mystery – Rian Johnson
- Living – Einmal wirklich leben (Living) – Kazuo Ishiguro
- She Said – Rebecca Lenkiewicz
- Top Gun: Maverick – Peter Craig, Ehren Kruger, Justin Marks, Christopher McQuarrie und Eric Warren Singer
- The Whale – Samuel D. Hunter

### Beste Filmmusik
Babylon – Rausch der Ekstase (Babylon) – Justin Hurwitz
- The Banshees of Inisherin – Carter Burwell
- Die Fabelmans (The Fabelmans) – John Williams
- Top Gun: Maverick – Lorne Balfe, Harold Faltermeyer, Lady Gaga und Hans Zimmer
- The Woman King – Terence Blanchard
- Die Aussprache (Women Talking) – Hildur Guðnadóttir

### Bester Filmsong
Hold My Hand aus Top Gun: Maverick – Lady Gaga
- Applause aus Tell It Like a Woman – Diane Warren
- Carolina aus Der Gesang der Flusskrebse (Where the Crawdads Sing) – Taylor Swift
- Lift Me Up aus Black Panther: Wakanda Forever – Rihanna
- Naatu Naatu aus RRR – Kaala Bhairava, M. M. Keeravani und Rahul Sipligunj
- Vegas aus Elvis – Doja Cat

### Beste Kamera
Top Gun: Maverick – Claudio Miranda
- Avatar: The Way of Water – Russell Carpenter
- Babylon – Rausch der Ekstase (Babylon) – Linus Sandgren
- The Banshees of Inisherin – Ben Davis
- Elvis – Mandy Walker
- Empire of Light – Roger Deakins

### Beste visuelle Effekte
Avatar: The Way of Water – Joe Letteri, Eric Saindon, Richie Baneham und Daniel Barrett
- Babylon – Rausch der Ekstase (Babylon) – Jay Cooper, Elia Popov, Kevin Martel und Ebrahim Jahromi
- The Batman – Dan Lemmon, Russell Earl, Anders Langlands und Dominic Tuohy
- Gute Nacht, Oppy (Good Night Oppy) – Abishek Nair, Marko Chulev, Ivan Busquets und Steven Nichols
- RRR – V. Srinivas Mohan
- Top Gun: Maverick – Ryan Tudhope, Scott R. Fisher, Seth Hill und Bryan Litson

### Bester Filmschnitt
Everything Everywhere All at Once – Paul Rogers
- Elvis – Jonathan Redmond und Matt Villa
- Die Fabelmans (The Fabelmans) – Sarah Broshar und Michael Kahn
- Tár – Monika Willi
- Top Gun: Maverick – Eddie Hamilton
- The Woman King – Terilyn A. Shropshire

### Bester Tonschnitt
- Avatar: The Way of Water – Christopher Boyes, Gwendolyn Yates Whittle, Dick Bernstein, Gary Summers, Michael Hedges und Julian Howarth
- Babylon – Rausch der Ekstase (Babylon) – Steve Morrow, Ai-Ling Lee, Mildred Iatrou Morgan und Andy Nelson
- Elvis – David Lee, Wayne Pashley, Andy Nelson und Michael Keller
- RRR – Raghunath Kemisetty, Boloy Kumar Doloi und Rahul Karpe
- Top Gun: Maverick – Al Nelson, James Mather, Mark Weingarten und Bjorn Schroeder
- The Woman King – Becky Sullivan, Kevin O’Connell, Tony Lamberti und Derek Mansvelt

### Bestes Szenenbild
Babylon – Rausch der Ekstase (Babylon) – Anthony Carlino und Florencia Martin
- Avatar: The Way of Water – Dylan Cole und Ben Procter
- Elvis – Catherine Martin und Karen Murphy
- Die Fabelmans (The Fabelmans) – Rick Carter
- A Love Song – Juliana Barreto
- RRR – Sabu Cyril

### Bestes Kostümdesign
Babylon – Rausch der Ekstase (Babylon) – Mary Zophres
- Black Panther: Wakanda Forever – Ruth E. Carter
- Elvis – Catherine Martin
- Empire of Light – Alexandra Byrne
- Living – Einmal wirklich leben (Living) – Sandy Powell
- The Woman King – Gersha Phillips

### Bestes Ensemble
Glass Onion: A Knives Out Mystery

## Gewinner und Nominierte im Bereich Fernsehen
| Serie                                               | N | A |
| --------------------------------------------------- | - | - |
| Better Call Saul                                    | 4 | 1 |
| The Righteous Gemstones                             | 4 | 0 |
| Dahmer – Monster: Die Geschichte von Jeffrey Dahmer | 3 | 1 |
| Mord im Auftrag Gottes                              | 3 | 1 |
| The Old Man                                         | 3 | 1 |
| Only Murders in the Building                        | 3 | 1 |
| Gaslit                                              | 3 | 0 |

### Beste Fernsehserie (Drama)
Billions
- 1883
- The Bear: King of the Kitchen
- Better Call Saul
- Gentleman Jack
- Heartstopper
- Julia
- Yellowjackets

### Beste Fernsehserie (Komödie/Musical)
Barry
- Atlanta
- Hacks
- Minx
- Only Murders in the Building
- Pivoting

### Beste Genre-Serie
The Boys
- From
- The Man Who Fell to Earth
- Outlander
- Severance
- Stranger Things

### Beste Miniserie
Mord im Auftrag Gottes (Under the Banner of Heaven)
- Dahmer – Monster: Die Geschichte von Jeffrey Dahmer (Dahmer – Monster: The Jeffrey Dahmer Story)
- Die Ipcress-Datei (The Ipcress File)
- The Old Man
- Pachinko – Ein einfaches Leben (Pachinko)
- The Staircase
- This Is Going to Hurt
- We Own This City

### Bester Fernsehfilm
Weird: Die Al Yankovic Story (Weird: The Al Yankovic Story)
- Fresh
- Die Täuschung (Operation Mincemeat)
- Rettungshund Ruby (Rescued by Ruby)
- The Survivor

### Bester Darsteller in einer Serie (Drama/Genre)
Bob Odenkirk – Better Call Saul
- Shaun Evans – Der junge Inspektor Morse (Endeavour Morse)
- John C. Reilly – Winning Time: Aufstieg der Lakers-Dynastie (Winning Time: The Rise of the Lakers Dynasty)
- Adam Scott – Severance
- J. K. Simmons – Night Sky
- Jeremy Allen White – The Bear: King of the Kitchen

### Beste Darstellerin in einer Serie (Drama/Genre)
Elisabeth Moss – The Handmaid’s Tale – Der Report der Magd (The Handmaid's Tale)
- Carrie Coon – The Gilded Age
- Laura Linney – Ozark
- Rhea Seehorn – Better Call Saul
- Sissy Spacek – Night Sky
- Zendaya – Euphoria

### Bester Darsteller in einer Serie (Komödie/Musical)
Bill Hader – Barry
- Donald Glover – Atlanta
- Danny McBride – The Righteous Gemstones
- Craig Robinson – Killing It
- Martin Short – Only Murders in the Building
- Alan Tudyk – Resident Alien

### Beste Darstellerin in einer Serie (Komödie/Musical)
Selena Gomez – Only Murders in the Building
- Quinta Brunson – Abbott Elementary
- Kaley Cuoco – The Flight Attendant
- Ophelia Lovibond – Minx
- Edi Patterson – The Righteous Gemstones
- Jean Smart – Hacks

### Bester Darsteller in einer Miniserie oder einem Fernsehfilm
Evan Peters – Monster: Die Geschichte von Jeffrey Dahmer (Dahmer – Monster: The Jeffrey Dahmer Story)
- Jon Bernthal – We Own This City
- Jeff Bridges – The Old Man
- Andrew Garfield – Mord im Auftrag Gottes (Under the Banner of Heaven)
- Jared Leto – WeCrashed
- Sean Penn – Gaslit

### Beste Darstellerin in einer Miniserie oder einem Fernsehfilm
Lily James – Pam & Tommy
- Jessica Biel – Candy: Tod in Texas (Candy)
- Toni Collette – The Staircase
- Elle Fanning – The Girl from Plainville
- Julia Roberts – Gaslit
- Renée Zellweger – The Thing About Pam

### Bester Nebendarsteller in einer Serie, Miniserie oder einem Fernsehfilm
John Lithgow – The Old Man
- Giancarlo Esposito – Better Call Saul
- Walton Goggins – The Righteous Gemstones
- Richard Jenkins – Monster: Die Geschichte von Jeffrey Dahmer (Dahmer – Monster: The Jeffrey Dahmer Story)
- Shea Whigham – Gaslit
- Sam Worthington – Mord im Auftrag Gottes (Under the Banner of Heaven)

### Beste Nebendarstellerin in einer Serie, Miniserie oder einem Fernsehfilm
Juno Temple – Das Angebot (The Offer)
- Sally Field – Winning Time: Aufstieg der Lakers-Dynastie (Winning Time: The Rise of the Lakers Dynasty)
- Cassidy Freeman – The Righteous Gemstones
- Melanie Lynskey – Candy: Tod in Texas (Candy)
- Cynthia Nixon – The Gilded Age
- Evan Rachel Wood – Weird: Die Al Yankovic Story (Weird: The Al Yankovic Story)

### Bestes Ensemble
Winning Time: Aufstieg der Lakers-Dynastie (Winning Time: The Rise of the Lakers Dynasty)